# 伊勢崎市立茂呂小学校
伊勢崎市立茂呂小学校（いせさきしりつもろしょうがっこう）は、群馬県伊勢崎市にある、公立小学校である。

## 概要

### 学校教育目標
学校教育目標は、「自ら学び考え､お互いを認め合い、助け合う思いやりの心をもち目標に向かって挑戦できる茂呂小の子」である。また、その中に「知」・「徳」・「体」でそれぞれ、目標を立てている。

## 沿革
明治6年に茂泉小学校として、開校した。その後、茂呂尋常小学校と改名した。戦後、昭和22年に現在の名称である伊勢崎市立茂呂小学校 となった。
昭和61年、県及び市より体力つくり実践推進校に指定された。
平成4年、市より道徳研究指定を受けた。
平成26年、県より「確かな学力｣研究推進校に指定された。

## 学区
本校の学区は以下の通りである。
- 今泉町一丁目
- 粕川町
- 北千木町
- 南千木町
- 茂呂町一丁目
- 茂呂町二丁目
- 美茂呂町の一部
- 茂呂南町の一部
- 羽黒町の一部

## 周辺
- 広瀬川